# Cèl·lula presentadora d'antigen

Presentació d'antigen:
1 Proteïna invasora/antigen
2 Cèl·lula presentadora d'antigen
3 Complex d'antigen:MHC II (presentació d'antigen), activació del limfòcit Th
4 Limfòcit Th (col·laborador)
5 Proteïna invasora unida a anticossos de membrana
6 Limfòcit B
7 Processament d'antigen (MHC de classe II)
8 Complex d'antigen:MHC II (presentació d'antigen)
9 Producció d'anticossos específics per l'antigen
10 Activació de limfòcits B amb els Th activats

Les cèl·lules presentadores d'antigen (APC, de l'anglès Antigen Presenting Cell) són un grup divers de cèl·lules del sistema immunitari la funció de les quals és captar, processar i, com el seu nom indica, presentar molècules antigèniques a les seves membranes per tal que siguin reconegudes, particularment pels limfòcits T. El resultat de la interacció entre una APC i el limfòcit T corresponent inicia la resposta immunitària antigènica.

## Propietats
Les APC són cèl·lules capaces d'endocitosi amb l'objectiu d'internalitzar i després processar els antígens aliens, no propis de l'hoste. Una vegada processat el material aliè, ha de ser presentat a la superfície, sobre la membrana cel·lular de l'APC i unit a una molècula del complex d'histocompatibilitat principal. A més dels estímuls generats per la interacció creada pel reconeixement d'un limfòcit T, les APC proporcionen estímuls al limfòcit a través de coestimuladors de membrana necessaris per a l'activació del limfòcit T.

## Funció
Com a conseqüència de la presentació d'antígens a les cèl·lules T, les APC causen:
- l'activació de limfòcits T verges amb expansió clonal i diferenciació en cèl·lules efectores, efectuada generalment per cèl·lules dendrítiques;
- l'activació de la immunitat cel·lular, com ara macròfags i limfòcits T efectors;
- l'activació de la resposta humoral per l'estimulació de limfòcits B i la producció d'anticossos.

## Tipus d'APC
1. Cèl·lules dendrítiques: formen part de l'arsenal cel·lular del sistema immunitari, i posseeixen unes característiques prolongacions citoplasmàtiques plenes de receptors antigènics. Es troben als òrgans limfàtics, a l'epiteli de la pell i la mucosa de l'aparell digestiu i respiratori. En general, presenten antígens associats a molècules d'MHC de classe II estimulades per IFN-γ. Poden presentar antigen a limfòcits B per interacció amb el receptor B7, així com la formació del complex lliganda CD40:CD40L.[1]
2. Macròfags: són cèl·lules fagocítiques per excel·lència, de manera que principalment presenten antígens processats de bacteris i paràsits. Tenen la peculiaritat de produir receptors coestimuladors per limfòcits T quan entren en contacte amb el lipopolisacàrid de determinats bacteris. També poden produir interacció de CD40 amb el seu lligand CD40L.
3. Limfòcits B: reconeixen antígens mitjançant el seu receptor principal, la immunoglobulina de membrana BCR. Fagociten el complex antigen:BCR i presenten l'antigen als limfòcits T col·laboradors per mitjà de l'MHC de classe II.[2] Són sensibles a l'estimulació de citocines, com ara l'IL-4.
4. Cèl·lules endotelials: tot i no ser processadores d'antigen professional, en els humans expressen únicament MHC de classe II i presenten antígens a limfòcits T circulants a la sang o adherits a l'endoteli vascular, contribuint a reclutar limfòcits als focus d'infecció.
5. Cèl·lules epitelials del tim: Igual que les cèl·lules endotelials, presenten antigen d'MHC de classe II als timòcits, que són limfòcits T immadurs, com a part de la selecció negativa que es produeix al tim.
6. APC pels limfòcits CD8: Qualsevol cèl·lula de l'organisme pot presentar antigen als limfòcits T citotòxics o CD8+, ja que totes les cèl·lules nucleades del cos presenten MHC de classe I a la superfície. Els CD8 només reconeixen antígens aliens presentats sobre MHC de classe I, que provenen de producció endògena, com és el cas dels antígens vírics i proteïnes mutants de cèl·lules tumorals.